# Меланотениевые
Меланотениевые, или радужные рыбки (лат. Melanotaeniidae) — семейство пресноводных, солоноватоводных и морских лучепёрых рыб из отряда атеринообразных.

## Описание
Небольшие ярко окрашенные рыбки с длиной тела без хвостового плавника от 1,9 см у Pseudomugil luminatus до 20 см у Melanotaenia splendida. Форма тела удлиненно-овальная, высокотелая, уплощенная с боков, либо веретеновидная, слегка сжатая с боков. По мере роста форма тела может сильно меняться. Спинных плавников два, они разделены узким промежутком. В первом спинном плавнике 3—7 колючих луча, во втором от 6 до 22 лучей (у некоторых видов первый луч имеет вид тупой колючки). Самый внутренний луч брюшного плавника вдоль всей длины прикреплен к поверхности брюха перепонкой. Анальный плавник длинный, в нём 10—30 лучей, первый из них у некоторых видов также имеет вид тупой колючки. Боковая линия полностью отсутствует или слабо развита. Рот косой, зубы мелкие конические, развиты на челюстях и наружной поверхности губ, дистальные зубы на предчелюстной кости увеличены. Чешуя относительно крупная. В боковом ряду от 28 до 60 чешуек. Позвонков 27—38. Большинство видов имеет слабо выраженный половой диморфизм, заключающийся в более яркой окраске самцов, которые, к тому же, имеют удлиненные срединные лучи плавников. Окраска у разных видов семейства очень отличается, но у большинства преобладают коричневые и красноватые тона с более темными пятнами и полосами. Почти у всех вдоль боков тела хорошо заметна ярко-черная полоса, давшая название всему семейству — Меланотениевые в переводе с латинского языка означает «чернолентовые».

## Ареал и места обитания
Ареал семейства охватывает острова Мадагаскар, Новая Гвинея и прилежащие более мелкие острова, часть восточной Индонезии и северную и восточную Австралию. Стайные пресноводные рыбы, обитающие в реках, озёрах и прудах, лишь немногие виды встречаются в солоноватой и морской воде, хотя происходят меланотениевые от морских рыб. В Австралии радужные рыбки обитают в водоёмах, удаленных очень далеко от морских побережий. Ареалы отдельных видов, как правило, невелики и ограничены определёнными речными системами.

## Классификация
В семействе выделяют 4 подсемейства с 17 родами и 166 видами. Некоторые исследователи выделяют эти подсемейства в отдельные семейства, поэтому информация о количестве видов может отличаться у разных авторов. Но в любом случае все эти четыре группы представляют собой единую монофилетическую группу. К тому же, время от времени описываются новые виды. Так, за последние десять лет, с 2015 по 2024 годы, учеными было описано 25 новых видов радужных рыб (24 из подсемейства Melanotaeniinae и 1 — Pseudomugilinae).
Семейство Melanotaeniidae — Меланотениевые
- Подсемейство Bedotiinae — Бедотиины (2 рода с 16 видами[8])
  - Род Bedotia — Бедоции (9 видов)
  - Род Rheocles (7 видов)
- Подсемейство Melanotaeniinae — Меланотениины (7 родов с 114 видами[5])
  - Род Cairnsichthys (2 вида)
  - Род Chilatherina — Радужницы (11 видов)
  - Род Glossolepis — Радужницы-глоссолеписы (9 видов)
  - Род Iriatherina — Ириатерины (1 вид)
  - Род Melanotaenia — Меланотении, или радужные рыбки (89 видов)
  - Род Pelangia (1 вид)
  - Род Rhadinocentrus — Мягкопёрые радужницы (1 вид)
- Подсемейство Pseudomugilinae — Псевдомугилины (3 рода с 19 видами[4])
  - Род Kiunga — Киунги (2 вида)
  - Род Pseudomugil — Синеглазки (16 видов)
  - Род Scaturiginichthys (1 вид)
- Подсемейство Telmatherininae — Телматеринины (5 родов с 18 видами[9])
  - Род Kalyptatherina — Калиптатерины (1 вид)
  - Род Marosatherina (1 вид)
  - Род Paratherina (4 вида)
  - Род Telmatherina — Телматерины (10 видов)
  - Род Tominanga (2 вида)